# Massimo Bertagnoli
Massimo Bertagnoli (Verona, 26 febbraio 1999) è un calciatore italiano, centrocampista della Reggiana.

## Caratteristiche tecniche
Centrocampista molto duttile, può giocare sia da mediano che da mezzala, oltre che da terzino destro.

## Carriera
Cresciuto nel settore giovanile del Chievo, il 5 luglio 2019 firma il primo contratto professionistico con il club veronese, di durata quinquennale.
Dopo aver mosso i primi passi all' AS Lugo, squadra della provincia di Verona. 
Esordisce con i clivensi l'11 agosto seguente, nella partita di Coppa Italia vinta per 4-2 ai calci di rigore contro il Ravenna, mentre il debutto in Serie B avviene il 25 agosto, nell'incontro perso per 2-1 contro il Perugia.
Il 27 gennaio 2020 viene ceduto in prestito fino al termine della stagione alla Fermana; rientrato al Chievo, il 4 gennaio 2021 segna la prima rete in carriera, in occasione della partita vinta per 0-2 contro la Cremonese.
Rimasto svincolato dopo l'esclusione degli scaligeri dalla serie cadetta, il 13 agosto 2021 viene tesserato dal Brescia. Il 20 settembre segna la sua prima rete, nel pareggio per 2-2 in casa del Frosinone. 
Il 3 luglio 2025 rimane svincolato a seguito del fallimento della società lombarda.
Il 7 Luglio 2025 diventa un nuovo giocatore della Reggiana.

## Statistiche

### Presenze e reti nei club
Statistiche aggiornate al 7 Luglio 2025.
| Stagione        | Squadra         | Campionato      | Campionato | Campionato | Coppe nazionali | Coppe nazionali | Coppe nazionali | Coppe continentali | Coppe continentali | Coppe continentali | Altre coppe | Altre coppe | Altre coppe | Totale | Totale |
| Stagione        | Squadra         | Comp            | Pres       | Reti       | Comp            | Pres            | Reti            | Comp               | Pres               | Reti               | Comp        | Pres        | Reti        | Pres   | Reti   |
| --------------- | --------------- | --------------- | ---------- | ---------- | --------------- | --------------- | --------------- | ------------------ | ------------------ | ------------------ | ----------- | ----------- | ----------- | ------ | ------ |
| 2019-gen. 2020  | Chievo          | B               | 8          | 0          | CI              | 2               | 0               | -                  | -                  | -                  | -           | -           | -           | 10     | 0      |
| gen.-giu. 2020  | Fermana         | C               | 3          | 0          | CI-C            | -               | -               | -                  | -                  | -                  | -           | -           | -           | 3      | 0      |
| 2020-2021       | Chievo          | B               | 24+1       | 2          | CI              | 0               | 0               | -                  | -                  | -                  | -           | -           | -           | 25     | 2      |
| Totale Chievo   | Totale Chievo   | Totale Chievo   | 32+1       | 2          |                 | 2               | 0               |                    | -                  | -                  |             | -           | -           | 35     | 2      |
| 2021-2022       | Brescia         | B               | 37+3       | 3          | CI              | 0               | 0               | -                  | -                  | -                  | -           | -           | -           | 40     | 3      |
| 2022-2023       | Brescia         | B               | 13         | 1          | CI              | 2               | 0               | -                  | -                  | -                  | -           | -           | -           | 15     | 1      |
| 2023-2024       | Brescia         | B               | 27+1       | 1          | -               | -               | -               | -                  | -                  | -                  | -           | -           | -           | 28     | 1      |
| 2024-2025       | Brescia         | B               | 28         | 1          | CI              | 1               | 0               | -                  | -                  | -                  | -           | -           | -           | 29     | 1      |
| Totale Brescia  | Totale Brescia  | Totale Brescia  | 105+4      | 6          |                 | 4               | 0               |                    | -                  | -                  |             | -           | -           | 113    | 6      |
| 2025-2026       | Reggiana        | B               | 0          | 0          | CI              | 0               | 0               | -                  | -                  | -                  | -           | -           | -           | 0      | 0      |
| Totale carriera | Totale carriera | Totale carriera | 140+5      | 8          |                 | 6               | 0               |                    | -                  | -                  |             | -           | -           | 151    | 8      |